# Ängsjön, Halland
Ängsjön är en sjö i Falkenbergs kommun i Halland och ingår i Suseåns huvudavrinningsområde.